# Болгарія на літніх Олімпійських іграх 1896
Болгарія вперше брала участь на літніх Олімпійських іграх 1896 року і була представлена одним гімнастом Шарлем Шампо, який був громадянином Швейцарії, але тимчасово жив у Болгарії. За підсумками Ігор, він не отримав жодної нагороди.

## Результати змагань

### Спортивна гімнастика
| Змагання         | Спортсмен   | Місце |
| ---------------- | ----------- | ----- |
| Опорний стрибок  | Шарль Шампо | 4-15  |
| Кінь             | Шарль Шампо | 3-14  |
| Паралельні бруси | Шарль Шампо | 3-18  |